# ویلزکم
latitudeویلزکمlongitudeویلزکم
ویلزکم (به انگلیسی: Wiveliscombe) یک بلوک شهری در بریتانیا است که در انگلستان واقع شده‌است.

## خصوصیات
ویلزکم ۲٬۸۹۳ نفر جمعیت دارد.